# Nglanggeran
Nglanggeran is een bestuurslaag in het regentschap Gunung Kidul van de provincie Jogjakarta, Indonesië. Nglanggeran telt 2310 inwoners (volkstelling 2010).